# Forsskaolea angustifolia

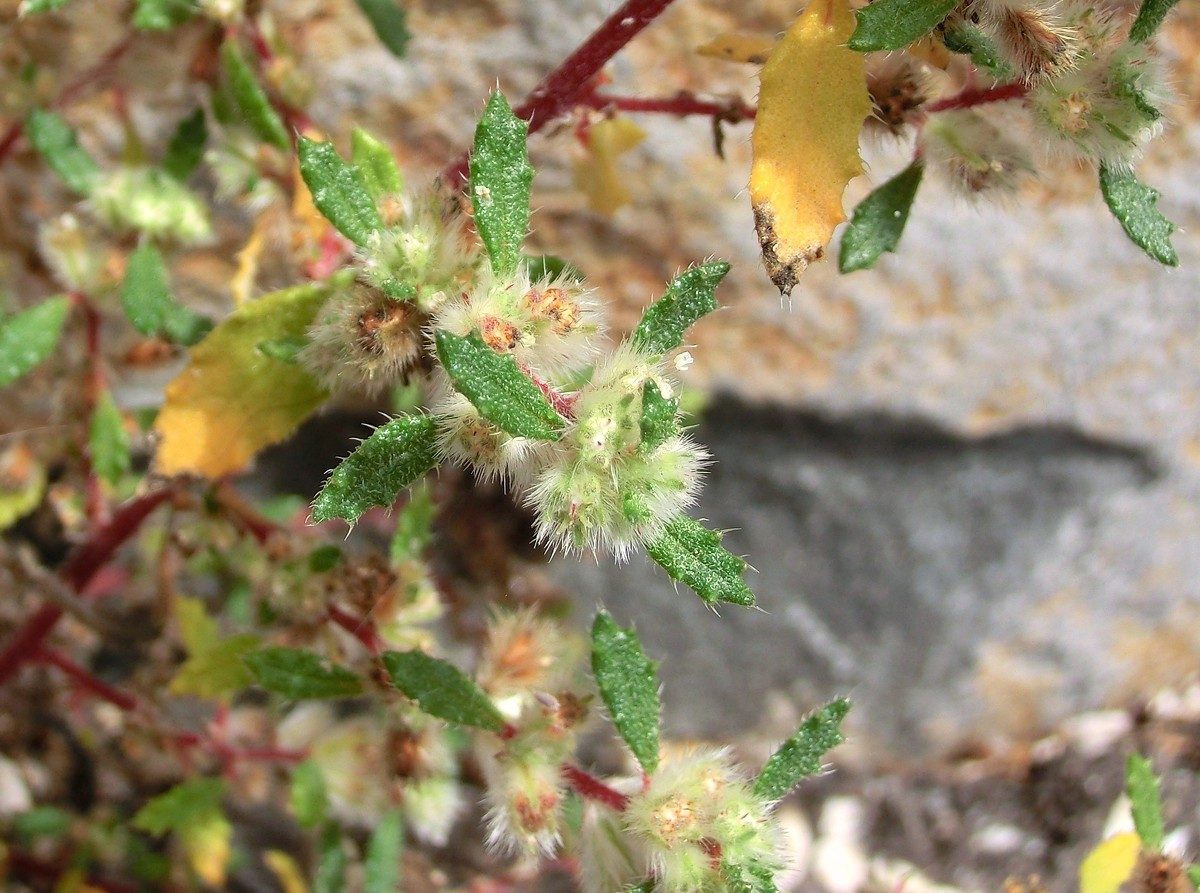
inflorescencias

La ratonera o Forsskaolea angustifolia es una hierba o arbusto perennifolia. Es un endemismo presente en todas las islas Canarias. 

## Descripción
Se trata de un pequeño arbusto, que se diferencia dentro de Urticaceae por sus inflorescencias axilares con flores rosadas y de pequeño tamaño y por sus hojas alternas, con bordes espinosos y envés con densa pubescencia blanca.

## Distribución
Se encuentra en el norte de África y en todas las Islas Canarias, donde es común en las zonas secas de la zona inferior.

## Propiedades
Se toman infusiones por vía oral como sudorífico, antipirético, antiinflamatorio, especialmente en afecciones pulmonares y de la vejiga urinaria.

## Taxonomía
Forsskaolea angustifolia fue descrita por Carlos Linneo y publicado en Species Plantarum 2: 1057. 1753.
Etimología;
Forsskaolea; nombre genérico otorgado en honor del botánico sueco Peter Forsskål.
angustifolia: epíteto que deriva del latín angustus, que significa "estrecha" y folius, que significa "follaje", es decir, con hojas angostas.
Sinonimia
- Forsskaolea fruticosa Willd.[3]